# Georges Papy
Georges Léopold Anatole Papy (Anderlecht, 4 de novembro de 1920 – Bruxelas, 11 de novembro de 2011) foi um matemático belga.
Foi palestrante convidado do Congresso Internacional de Matemáticos em Moscou (1966).

## Obras
- com Th. Lepage: Introduction à l´algèbre moderne, Band 1, Brüssel 1949
- Algèbre, Brüssel 1956
- Quinze lecons de l´algèbre linéaire, Brüssel 1959
- Groupes, Paris: Dunod 1961
  - Tradução em inglês: Groups, Macmillan 1964
- Ebene Affine Geometrie und Reelle Zahlen, Vandenhoeck und Ruprecht 1965
- Groupoides, Bruxelas, Paris 1965
  - Tradução em alemão:  Einfache Verknüpfungsgebilde : Gruppoide, Vandenhoeck und Ruprecht 1969
- com F. Papy:  Mathématique Moderne, 6 Volumes, Brüssel, Paris: Didier, 1963 bis 1966 (dentre estes Volume 2 Nombres réels et vectoriel plan, Volume 5 Arithmétique, Volume 6 Géometrie plane)
  - Tradução em alemão: Die ersten Elemente der Neuen Mathematik, Otto Salle Verlag, 2 Volumes (Volume 2: Die projektive Ebene und Graphen) 1968, segunda ediçaõ Diesterweg, Salle 1971
- L’Enfant et les Graphes, Paris: Didier 1969
- Minicomputer, Bruxelas: Ivac 1969
- Topologie als Grundlage des Analysis-Unterrichts, Vandenhoeck und Ruprecht 1970 (Original em francês: Le premier enseignement de l'analyse)
- Elemente der modernen Geometrie, Klett 1967, 1970
- Einführung in die Vektorräume, Vandenhoeck und Ruprecht 1965